# سیانک پایین
سیانک پایین، روستایی از توابع بخش زواره شهرستان اردستان در استان اصفهان و در شرق اردستان قرار دارد.

## نامگذاری
سه احتمال در خصوص شیوه نامگذاری این روستا مطرح کرده‌اند:
- این روستا را سیامک پسر کیومرث، یا هر شخص سیامک نام دیگری بنا کرده‌است.
- اگر این واژه را مرکب از لغت «سی» به فتح «س» و «انک» بر وزن سالک در نظر بگیریم، می‌توان گفت به معنای محل سنگ سرب می‌باشد. وجود معادن سنگ‌های طبیعی در آن ناحیه، این وجه‌تسمیه را تقویت می‌کند.
- سیانک مرکب از «سیان» و «ک» تصغیر می‌باشد و در مجموع به معنای بوته عشقه کوچک است.

## جمعیت
این روستا در دهستان سفلی قرار دارد و براساس سرشماری مرکز آمار ایران در سال ۱۳۸۵، جمعیت آن ۱۳ نفر (۹خانوار) بوده‌است.